# 罗浮恒望天主教堂
罗浮恒望天主教堂，位于中国广西壮族自治区东兴市东兴镇楠木村，为一个省级文物保护单位，类型为近现代重要史迹及代表性建筑，为第六批广西壮族自治区文物保护单位，公布时间为2009年5月4日。
罗浮恒望天主教堂的历史年代为清末。